# 劉永清 (永樂進士)
劉永清，湖廣荊州府石首縣人，明朝政治人物、進士出身。

## 生平
永樂九年，登進士。后選為翰林院庶吉士，后升任翰林院檢討。